# 孔健
孔健（こう けん、1958年 - ）は、中華人民共和国出身の作家、翻訳家、ジャーナリスト、孔子研究家及び評論家。チャイニーズドラゴン新聞編集主幹。孔子の第75代直系子孫であり、族譜名は孔祥林である。

## 略歴
明衍聖公孔希学の弟・孔希範の三男・孔誾の庶流、滕陽戸の末裔。
山東大学日本語学科卒。上智大学大学院新聞学修士課程、同大学院新聞学博士課程満期終了。1996年、日本において週報 「チャイニーズドラゴン新聞 」を創刊。孔子思想の普及、日中経済交流の促進および日中関係の改善に努めている。また、儒教思想、中国及び中国人、日中関係などについて講演をおこなっている。
2010年6月、北京師範大学教授・于丹との間に本の内容の著作権に関する論争が起こった。

## 著書
- 孔子全集
- 中英日韓対訳＜論語＞
- 孔子物語（徳間書店）
- 日本人は永遠に中国人を理解できない（講談社プラスアルファ文庫）
- 日本との戦争は避けられない（幻冬舎）
- ネクスト・エンペラー（幸福の科学出版）
- なぜ中国人は日本人にケンカを売るのか（講談社プラスアルファ文庫）
- 中国この腹立たしい隣人（辛坊治郎共著、実業之日本社、2011年3月）

## 訳書
- 于丹『論語力』（講談社）
- 于丹『荘子の心』（幸福の科学出版）

## テレビ出演
- 読売テレビ『ウェークアップぷらす』
- 読売テレビ『たかじんのそこまで言って委員会』（2008年5月11日）
- TBS『ブロードキャスター』
- フジテレビ『報道2001』
- テレビ朝日『朝まで生テレビ!』「緊急討論!鄧小平氏死去、ドーなる中国!?」（1997年）
- テレビ朝日『ビートたけしのTVタックル

## 世界孔子協会
社団法人世界孔子協会の会長を務めている。

### 活動沿革
- 1999年 - 日中経済貿易交流500人大会を開催。日中経済貿易促進協会設立。
- 2000年 - 日本全国で「三国志」展覧会を開催。
- 2010年 - 日本で日中国交二十周年友好大会を開催。
- 2011年 - 椿山荘で世界孔子大会と日本中国経済貿易交流大会を開催。
- 2012年 - 椿山荘で世界孔子協会主催の第二回孔子文化賞授賞式を行った。
- 2014年 - 東武ホテルで世界孔子協会主催の第四回孔子文化賞授賞式を行った。

## 参考資料
1. ↑  新京報 (2010年6月2日). “于丹与孔子75代孔健反目” (中国語). 網易
2. ↑  “孔子后人孔健被于丹指控侵权 首次详述事件始末” (中国語). 金鷹網. (2010年6月3日)